# 賓茨河
47°25′01″N 8°09′54″E / 47.41700°N 8.16487°E

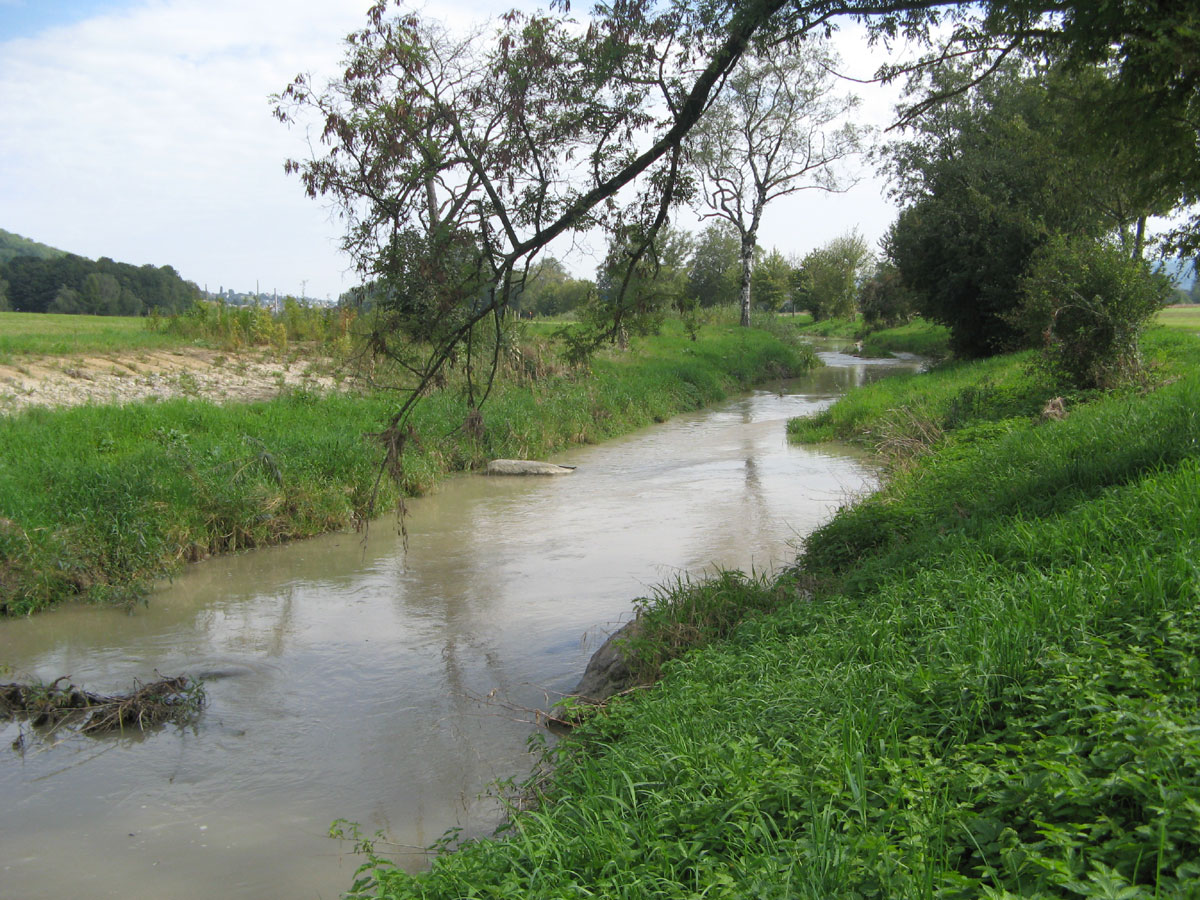

賓茨河是瑞士的河流，位於該國北部，流經阿爾高州，屬於阿巴赫河的右支流，河道全長26公里，流域面積122.6平方公里，發源自拜恩維爾，河口處在默里肯-維爾德格。